# پیر بورکنو
پیر بورکنو (انگلیسی: Pierre Bourquenoud؛ زادهٔ ۲۱ نوامبر ۱۹۶۹ ‏(۵۵ سال)) دوچرخه‌سوار اهل سوئیس است.